# Jerwand Krbaschjan
Jerwand Krbaschjan (armenisch Երվանդ Կրբաշյան, in FIFA-Transkription: Yervand Krbashyan; * 3. April 1971 in Jerewan) ist ein armenischer ehemaliger Fußballspieler und -trainer. Er wurde als Innenverteidiger und im defensiven Mittelfeld eingesetzt.

## Leben
Jerwand Krbaschjan machte 1989 einen Abschluss als Meister des Sports.

## Karriere

### Vereine
Schon als A-Jugendlicher spielte Jerwand Krbaschjan für FK Ararat Jerewan in der höchsten sowjetischen Spielklasse, der Wysschaja Liga. Für den Verein kam er bis 1991 sowohl in der ersten als auch in der zweiten Mannschaft zum Einsatz. Mit der zweiten Mannschaft wurde er 1990 Meister der zweiten Gruppe der zweiten sowjetischen Zone. Nach seinem Wechsel 1993 zu ZSKA Moskau spielte er auch dort für die erste und die zweite Mannschaft. Nach zwei Jahren in Moskau kehrte er nach Jerewan zurück. Nach einer kurzen Zeit bei Irtysch Omsk beendete er seine Profikarriere bei Torpedo-Zil Moskau, für die er in der russischen Obersten Division 1999 und im Russischen Fußballpokal der Saison 1999/2000 spielte.

### Nationalmannschaft
Bei der Junioren-Fußballweltmeisterschaft 1991 (U-20) in Portugal spielte er für die Sowjetunion. Die Mannschaft erreichte den dritten Platz, wobei Jerwand Krbaschjan bei allen Spielen der Sowjetunion bei der Junioren-WM über 90 Minuten spielte.
Für die Armenische Fußballnationalmannschaft spielend hatte er seinen ersten Einsatz am 14. Oktober 1992 gegen Moldau. Insgesamt kam er für Armenien 16 mal zum Einsatz.